# برج حسن
برج حسن (انگلیسی: Hassan Tower)، مناره ناتمام مسجدی در رباط مراکش است که با حمایت و دستور ابو یوسف یعقوب المنصور، سومین خلیفه موحدی در اواخر قرن ۱۲ میلادی ساخته شد. مقرر بود اگر کار اتمام مسجد به پایان برسد، این مناره بلندترین برج در جهان اسلام باشد اما با مرگ المنصور در سال ۱۱۹۹، روند ساخت مسجد متوقف شد و ارتفاع مناره در حدود ۴۴ متر باقی ماند. افزون بر مناره مابقی سازه‌های مرتبط با مسجد نیمه‌تمام مانده و تنها چند دیوار و ۳۴۸ ستون آن ساخته شدند.